# Бейліс (лікер)
Бе́йліс (англ. Baileys) — бренд вершкового лікеру. Виробником є ірландська компанія R&A Bailey & Co, яка контролюється британською компанією Diageo.

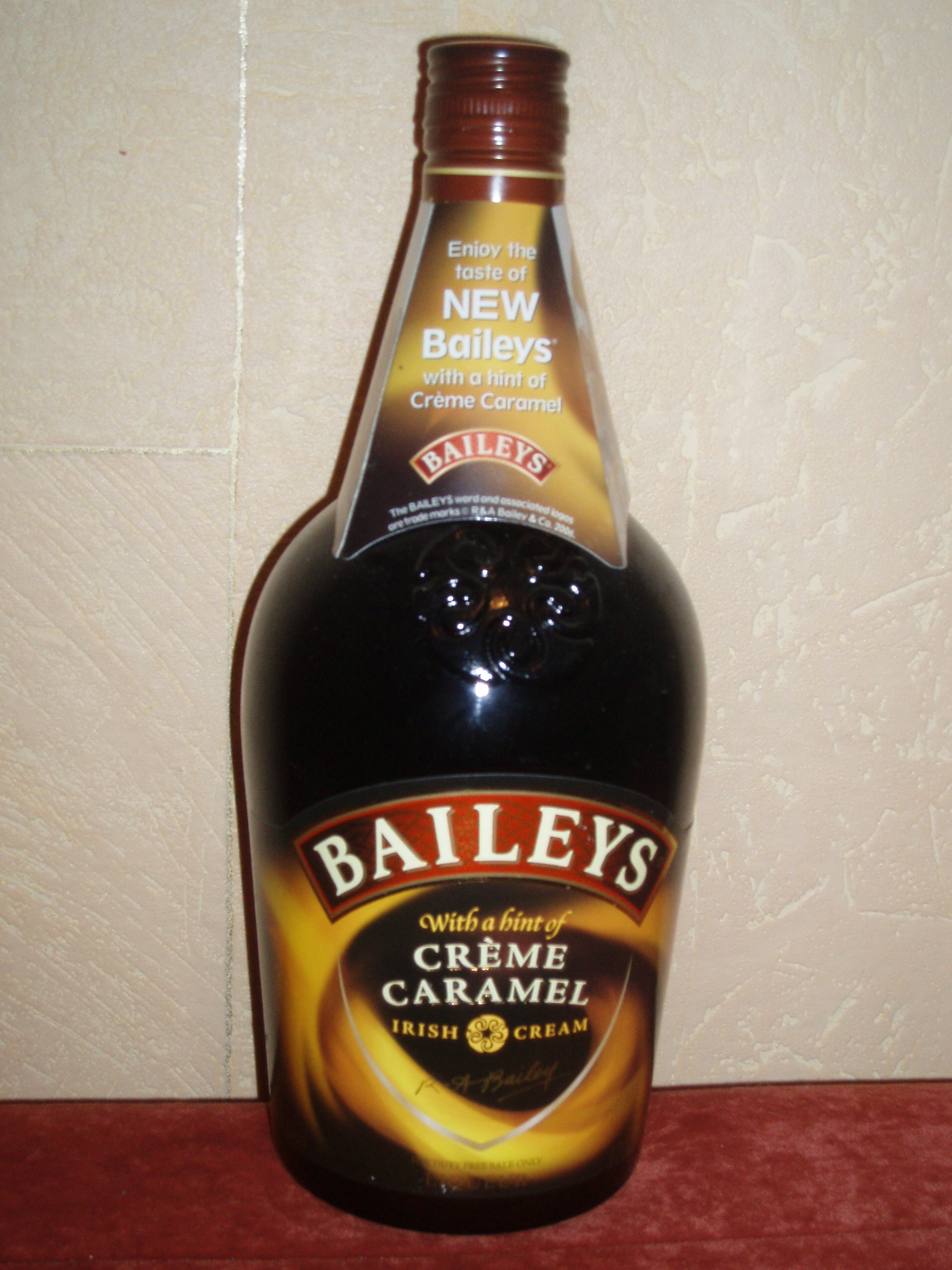
Пляшка Бейлісу

«Бейліс» виробляється з ірландського віскі, ірландських вершків та натуральних ароматизаторів: є стандартний «Бейліс», «Бейліс» з м'ятою та шоколадом, «Бейліс» з карамеллю, «Бейліс» з кавою. Використовується у складі коктейлів, наприклад, Б-52.
Як і всі вершкові лікери, «Бейліс» відносять до емульсійних лікерів, або до кремових лікерів; його найчастіше вживають як дижестив. 
Міцність — 17%. До його складу входять ірландський віскі, вершки, спирт, цукор і шоколадний екстракт. Вершки становлять близько 50% від об'єму продукту, для їх виробництва використовується молоко близько 40 000 ірландських корів. Ірландський віскі, що використовується для приготування лікеру, виробляється методом потрійної перегонки, що надає йому особливу м'якість. Компанія-виробник гарантує термін збереження, що перевищує 2 роки. 
До асортименту компанії входять напої «Бейліс Оріджинал» (стандартний лікер «Бейліс»), «Бейліс М'ятний шоколад» (лікер «Бейліс» з м'ятою та шоколадом), «Бейліс Крем карамель» (лікер «Бейліс» з додаванням карамелі) та «Бейліс Крем кава» (лікер Бейліс з додаванням кави), лікер Baileys Hazelnut (фундук) Flavour (свіжий ірландський вершковий крем з віскі потрійної дистиляції, з лісовим горіхом). Лікер «Бейліс» зі смаком лісового горіха з листопада 2010 року доповнює існуючу лінійку Baileys Flavour.
Винахідником лікеру вважається корнуолець Том Яго (Tom Jago), причетний також до винаходу лікеру «Малібу», до початкового рецепта входили вершки, віскі та порошок Nesquik, а свою назву лікер отримав за назвою сусіднього з лабораторією ресторану Baileys Bistro. Запущений на ринок у 1974 році, «Бейліс» швидко увійшов у моду, і фактично давши старт на ринку новій категорії лікерів — «ірландські вершки», сприяв популярності вершкових лікерів і став провідною маркою в цій категорії; станом на 2008—2018 роки «Бейліс» є найбільш продаваним брендом серед будь-яких лікерів; офіційний сайт «Бейліс» заявляє, що цей лікер є першим вершковим лікером.
За перший рік виробництва лікеру було випущено 72 000 пляшок. Станом на 2009 рік, на «Бейліс» припадало понад 50% експорту алкоголю з Ірландії, наразі щорічно продається 50—60 млн літрів цього лікеру.